# Grotta Monte Fellone
La grotta di Monte Fellone è sita nel territorio del Monte Fellone tra i comuni di Villa Castelli, Martina Franca.  È ubicata nei pressi all'omonima masseria del XVII secolo.

## Descrizione
Possiede due ingressi, uno orizzontale e l'altro verticale posti all'altezza di m. 325 s. l. m.
Il primo rilievo archeologico è stato effettuato nel 1965 la Sovraintendenza per le antichità della Lombardia in collaborazione con la sovraintendenza per i beni archeologici della Puglia effettuò una serie di studi sulla grotta nel mese di agosto. Rinvenendo reperti di tipo fittile, litico e faunistico e un osso umano lavorato, forse utilizzato come strumento musicale.

Una seconda campagna di scavi è stata condotta nel 1966 con i seguenti risultati: 